# هالی مورگان
هالی مورگان (انگلیسی: Holly Morgan؛ زادهٔ ۱۰ فوریهٔ ۱۹۹۳) بازیکن سابق فوتبال اهل انگلستان است که در پست مدافع برای لستر سیتی در سوپر لیگ زنان اتحادیه فوتبال انگلیس بازی می‌کرد. او در سال ۲۰۰۴ در سن ۱۱ سالگی به لستر پیوست.